# Англійський кокер-спанієль
Англійський кокер-спанієль (англ. English Cocker Spaniel) — порода мисливських собак, порода собак, виведена штучним шляхом, ще на початку дев'ятнадцятого століття. Спочатку головним завданням учених при виведенні цієї породи було створення ідеального мисливського пса. У 1902 році дана порода була визнана офіційно, крім того, на неї були встановлені жорсткі стандарти, що сильно ускладнювало подальше виведення, але на сьогодні вимоги, що пред'являються до представників породи англійський кокер-спанієль, сильно змінилися. Батьківщиною цієї породи є Англія, хоча вона в найкоротші терміни поширилася по всьому світу.

## Опис
Англійський кокер-спанієль має гарну статуру. Голова велика, але має правильну форму, очі круглі, темні, вуха низько посаджені, довгі зі зростаючою на них довгою, часто злегка в'ється шерстю. Це досить рухливі собаки, завдяки чому у них добре розвинена мускулатура. Зріст представників цієї породи рідко перевищує сорок сантиметрів, вага, як правило, не більше п'ятнадцяти кілограмів. Допустимих забарвлень досить багато, наприклад, найпоширенішими є чорно-блакитний, рудий, чорний і чорно-підпалий, однак існують і інші варіанти. Шерсть середньої довжини, м'яка і шовковиста на дотик. Відрізняються великими ступнями, з невеликими перетинками, що дозволяє їм відмінно плавати.

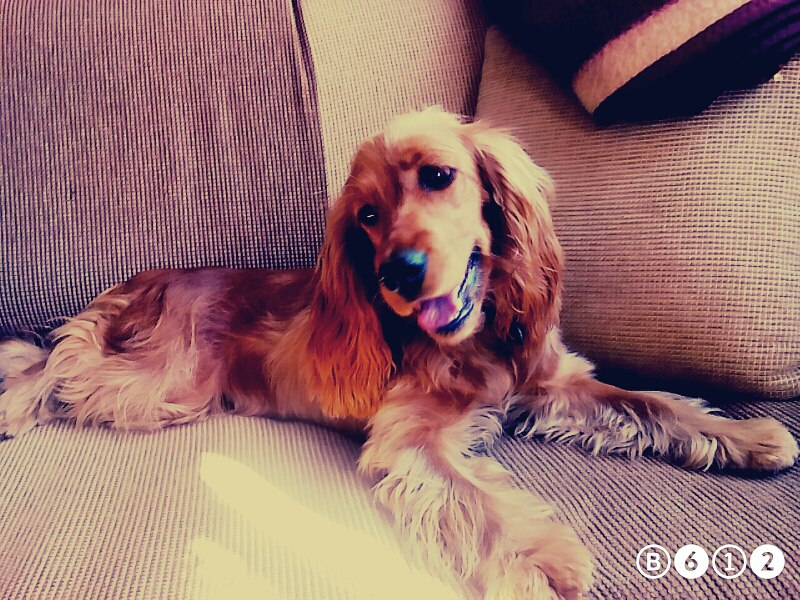
Англійський кокер-спаніель.

## Характер
Англійський кокер-спанієль – це справжній мисливський собака, сьогодні його сміливо можна назвати спортивним, бо його невгамовна енергія постійно призводить пса в рух. Всі його рухи гранично енергійні з помітним розмахом. Попри підвищену товариськість і природну дружність, такі собаки часто виявляють недовіру до сторонніх людей, вони чутливі до настрою людини. Грайлива вдача і природна веселість роблять цих собак привабливими для заводчиків. Особливо варто відзначити прекрасні нюх і зір, які роблять цих собак хорошими мисливцями. До числа недоліків даної породи можна віднести те, що вимоги, що є для неї стандартом, дуже жорсткі. Англійські кокер-спанієлі часто схильні до істерії. Це є не особливістю вдачі, а захворюванням.

## Історія
Походження цієї породи пов'язане зі стародавніми плямистими спанієлями, які з'явилися в Іспанії від довгошерстих собак, яких ще у Стародавній Греції використовували на полюванні з соколами. Один англійський письменник, який у своїй книзі описував історію породи Англійський кокер-спанієль, писав про те, що такі собаки потрапили до Британії тільки завдяки кельтам, які в V-III століттях до нашої ери жили в Іберії та розводили у своїх «маєтках» довгошерстих висловухих гончих. Оскільки англійці багато приділяли увагу спанієлям, то їм незабаром вдалося вивести кілька нових порід, які дуже добре працювали в тернику і густих заростях. Багато тварин працювали тільки голосом, повідомляючи господареві про знайдену пернату дичину.
Зображення англійських кокер-спанієлів можна зустріти на полотнах художників XIV-XV століття. З цього ж часу зустрічаються часті згадки про кокер-спанієлів у різних документах. Тут можна знайти багато інформації про те, як цих тварин використовували під час польового і болотного полювання. У минулі часи всі спанієлі ділилися на дві групи: польові та болотяні, оскільки вчені кінологи працювали над тим, щоб вивести таку породу, яка могла б полювати на будь-яку птицю. У XVII столітті довгошерсті спанієлі витіснили з соколиного полювання всі інші породи, а мисливці почали їм купірувати хвости, оскільки собаки розбивали їх до крові. Коли виставки собак знайшли особливу популярність, спанієлів почали ділити на дві групи: великі та дрібні. Що стосується першої групи, то сюди входили тварини, вага яких була понад 11 кг (філд-спанієль), до другої групи входили дрібні тварини з вагою до 11 кг (кокер-спанієль). Хоча стандарт породи був виданий в 1902 році, в наступні роки він піддавався різним змінам і редагуванню. Останній раз зміни вносив Англійський Кеннел Клуб в 1969 році. Якщо говорити про Росію, то в цю країну завозили кокер-спанієлів багато разів, але порода ніяк не могла прижитися. Історія породи кокер-спанієля в Росії починається лише з 1973 року. Це був той час, коли була утворена перша секція любителів цієї породи, яку очолив Ю. Ю. Гунгера. У 1978 році в Москві пройшла Ювілейна виставка собак, де брали участь усього 12 кокер-спанієлів, але вже через 10 років на виставці були присутні 122 собаки.
Починаючи з 1940 року, кінологи почали «виводити» новий стандарт, де собаки були розділені за кольором вовни. Такі зміни були викликані тим, що коли схрещували собак монохромного забарвлення з плямистими, на світ з'являлися цуценята, що мають на грудях досить-таки велику білу мітку, білі плями були також на морді та на кінчиках лап. Селекціонери уникали такого забарвлення. Тварини, які мали такі плями, не допускалися до виставок і різних змагань.

## Догляд
Рекомендується регулярне вичісування і чищення шерсті, особливу увагу слід звертати на шерсть на лапах, під лапами й на вухах. Необхідна умова утримання англійських кокер-спанієлів — людське товариство, тому не залишайте улюбленця надовго самого вдома. Тричі на день здійснюйте звичайну прогулянку, а кілька разів на тиждень — більш тривалу, з виїздом на природу. Не забороняйте собаці бігати під дощем — він любить воду. Довга шерсть вихованця легко заплутується, зайві пасма можуть з'являтись між подушечками лап і навколо слухового отвору. Тому необхідно регулярно розчісувати собаку і видаляти зайву шерсть, 2-4 рази на рік здійснювати професійну стрижку.

## Здоров'я, хвороби
Ці живчики, зазвичай, не мають проблем зі здоров'ям, проте перелік характерних захворювань все ж існує. До нього входять хвороби опорно-рухового апарату, внутрішніх і зовнішніх органів. Окрім поширеної серед собак дисплазії тазостегнових і ліктьових суглобів, англійські кокер-спанієлі схильні до дилатаційної кардіоміопатії та ниркової недостатності, вродженої глухоти та проблем із зором. Їхній організм легко піддається ожирінню, яке ускладнює перебіг основного захворювання.

## Дресування та тренування
Слухняність і поступливість цього собаки роблять процес дресування легким і приємним, проте Вам слід не втрачати пильність. Кмітливі спанієлі вдаються до хитрощів, щоб нав'язати господарю власну волю. Навіть малі цуценята, зачаровуючи розумним поглядом, швидко підпорядковують своїм забаганкам усіх навколо. У дресуванні англійського кокер-спанієля необхідно виявляти наполегливість і максимально урізноманітнювати тренувальні вправи.